# 小行星8376
小行星8376是一颗围绕太阳公转的小行星。1992年7月30日，亨利·德波鸿诺、阿爾瓦羅·洛佩斯-加西亞在拉西拉天文台发现了此天体。
这颗小行星的绝对星等为257.7824467640157等。